# Ainslie Wills
Ainslie Wills (...) è una cantautrice australiana.

## Biografia
Dopo essersi laureata al Victorian Collage of the Arts ed aver aperto concerti per Missy Higgins, ha pubblicato il suo album di debutto You Go Your Way, I'll Go Mine nel 2013. Ha raggiunto maggiore attenzione nel 2019, anno di uscita del suo secondo disco All You Have Is All You Need, che è stato selezionato all'Australian Music Prize. Agli APRA Music Awards ha vinto un premio nel 2017 ed ha ricevuto altre due candidature, nel 2018 e 2019, mentre agli AIR Music Awards è stata inclusa in due categorie.

## Discografia

### Album in studio
- 2013 – You Go Your Way, I'll Go Mine
- 2019 – All You Have Is All You Need

### EP
- 2007 – Ainslie Wills
- 2010 – Somebody for Everyone
- 2015 – Oh the Gold

### Singoli
- 2007 – Wide Load
- 2007 – Green Coloured Glass
- 2007 – I'm Your Woman
- 2012 – Fighting Kind
- 2012 – Stop Pulling the String
- 2015 – Drive
- 2015 – Hawaii
- 2015 – Young Turks
- 2017 – Running Second
- 2018 – Society
- 2019 – Fear of Missing Out
- 2020 – Two Strong Hearts
- 2021 – This Is What Our Love Looks like Now